# Akari Fujinami
Akari Fujinami (藤波 朱理, Fujinami Akari) est une lutteuse japonaise née le 11 novembre 2003.
Elle est championne du monde de lutte libre (catégorie moins de 53 kg) en 2021.

## Palmarès
Championnats du monde
- Médaille d'or en lutte libre dans la catégorie des moins de 53 kg en 2021 à Oslo.